# Les Filles de l'orchestre
Les Filles de l'orchestre (France) ou La Passion de Lisa (Québec)  (Girl's in the Band) est un épisode de la série télévisée d'animation Les Simpson. Il s'agit du dix-neuvième épisode de la trentième saison et du 658e de la série.

## Synopsis
M. Largo, professeur de musique de l'école de Springfield, fait un cauchemar récurrent où il se revoit gagner le seul prix qu'il ait jamais reçu, mais accompagné de commentaires désobligeants et humiliants. Cela lui rappelle qu'il n'a pas eu la carrière qu'il souhaitait. Le lendemain, durant un cours de musique banal et ennuyeux, il reçoit un message du directeur de l'orchestre philharmonique de Capital City lui annonçant sa venue lors du concert organisé par l'école élémentaire, afin de voir ses talents. Pensant que cette annonce s'adresse à lui, il imagine sa carrière enfin décoller, et il se démène pour que ses élèves jouent parfaitement, ce qu'ils font à la grande surprise du public. Mais il est déçu d'apprendre que le directeur est uniquement intéressé par le talent de Lisa.
En intégrant l'orchestre philharmonique junior, Lisa se révèle la plus douée, mais supporte difficilement le chef d'orchestre qui peut être odieux et très autoritaire. Elle bouleverse aussi la vie de sa famille, Marge, Bart et Maggie devant l'accompagner lors de longs trajets en voiture, qu'ils supportent de moins en moins bien. Homer doit travailler de nuit à la centrale nucléaire pour pouvoir payer les cours de jazz de sa fille. Il est de plus en plus fatigué et commence à avoir des hallucinations dues au manque de sommeil. On propose à Lisa de passer dans la classe supérieure, mais cela demandera plus de cours et plus d'argent. Elle doit alors faire un choix, privilégier sa passion ou préserver sa famille.

## Réception
Lors de sa première diffusion, l'épisode a attiré 2,07 millions de téléspectateurs.